# Mack Hellings
Mack Hellings, pseudonimo di Ronald Newells Hellings (Fort Dodge, 14 settembre 1915 – Contea di Kern, 11 novembre 1951), è stato un pilota automobilistico statunitense.

## Carriera
Prese parte alla 500 Miglia di Indianapolis dal 1948 al 1951, ottenendo come miglior risultato il quinto posto alla sua prima partecipazione. Morì in un incidente aereo nella Contea di Kern, California nel 1951.
Tra il 1950 e il 1960 la 500 Miglia di Indianapolis faceva parte del Campionato mondiale di Formula 1, per questo motivo Hellings ha all'attivo anche 2 Gran Premi in F1.
Hellings è stato sepolto presso il Forest Lawn Memorial Park di Glendale, California.

## Risultati in Formula 1
| 1950 | Scuderia     | Vettura      |  |  |    |  |  |  |  |  | Punti | Pos. |
| ---- | ------------ | ------------ |  |  | -- |  |  |  |  |  | ----- | ---- |
| 1950 | Tuffy's Offy | Kurtis Kraft |  |  | 13 |  |  |  |  |  | 0     |      |

| 1951 | Scuderia           | Vettura |  |     |  |  |  |  |  |  | Punti | Pos. |
| ---- | ------------------ | ------- |  | --- |  |  |  |  |  |  | ----- | ---- |
| 1951 | Tuffanelli-Derrico | Deidt   |  | Rit |  |  |  |  |  |  | 0     |      |

| Legenda | 1º posto     | 2º posto | 3º posto    | A punti         | Senza punti/Non class.  | Grassetto – Pole position Corsivo – Giro più veloce |
| Legenda | Squalificato | Ritirato | Non partito | Non qualificato | Solo prove/Terzo pilota | Grassetto – Pole position Corsivo – Giro più veloce |